# Teatrul „Momulo”
Teatrul Momulo, zis și Teatrul Mic, a funcționat în București, pe Podul Mogoșoaiei (azi Calea Victoriei), la casele Slătineanului, unde frații Capșa și-au făcut, ceva mai târziu, cofetărie, apoi cafenea și hotel.
Spirit întreprinzător, Momulo (Geronimo Momolo) a închiriat Sala Slătineanu, cu acordul domnitorului Gheorghe Bibescu, unul dintre cei mai seduși, dintre reprezentanții aristocrației românești, de ideea de a avea un teatru în București. Numai că Sala Momolo nu era destinată decât înaltei societăți bucureștene, locație unde reprezentațiile erau de cele mai multe ori ocazionale, asociate cu seratele și balurile Curții.
Acest Momulo, pe numele lui Girolamo Cardini, era un italian, supus austriac, care s-a stabilit la București și, norocos în speculațiuni, avea în proprietate la 1830 terenul cuprins pe locul unde s-au aflat ulterior cofetăria și hotelul Capșa, porțiunea dintre strada Edgar Quinet și colțul străzii Academiei, din dosul Universității. Aici a construit primul local de teatru din București, Teatrul Vechi care a funcționat douăzeci de ani, până la înălțarea Teatrului Național. Pe Calea Mogoșoaiei ținea cofetărie și restaurant, iar deasupra restaurantului se găsea o sală mare destinată balurilor mascate ale nobilimii.
Momulo a murit în 1859, fără descendenți, și a lăsat toată moștenirea soției sale, Ecaterina Momolo Cardini fostă Timotei Gheorghevici care era după mamă nepoată a negustorului brașovean Mihai Alexovici, strămoșul matern al lui Ion Luca Caragiale. Mai târziu, după ce a murit și văduva sa, banii și bunurile au ajuns în posesia lui Caragiale.
După alte surse, Momulo era fostul bucătar al lui Grigore Ghica. El a deschis un birt în casele pe care le-a cumpărat de la boierii Slătineanu. La scurt timp după deschiderea birtului, acesta a devenit renumit prin bucatele alese pe care le oferea clientelei. Cum birtul era destinat celor cu dare de mână, nu oricine putea să deguste felul numit curcan țințirom devenit celebru în epocă. Acest fel a fost denumit de Momulo după o mâncare originară din Italia care purta numele de curcanul gentilom. După mărturiile din acele vremuri se pare că nu degeaba a făcut epocă țințiromul. Există mențiuni documentare care precizează că la sala lui Momulo a venit și a ținut reprezentații și celebra trupă nemțească (companie) a lui Muller care a luat locul spectacolelor ținute de o altă trupă renumită a lui Kraining.
La 11 decembrie 1835, la teatrul "Momulo" a fost prezentat primul vodevil românesc, Triumful Amorului, de Eric Winterhalder. Adaptarea muzicală a spectacolului a aparținut compozitorului Ioan Andrei Wachmann.
La 9 decembrie 1846 - În sala Teatrului Momulo din București a avut loc primul concert susținut de pianistul ungar Franz Liszt în cadrul turneului său pe meleaguri românești.
După ce a adresat un memoriu comisarului plenipotent, semnat de 12 actori, în 1854, Matei Millo a primit autorizație să-și deschidă al doilea teatru în sala lui Momulo.
Prin anii 1840, în sala lui Girolamo Cardini, zis Momulo, se țineau cele mai „bune“ baluri. „Abonații“ sunt mulți și entuziaști, astfel că Momulo pune în „lucrare“ baluri ori de câte ori i se cere. Și apoi „plătește“ un oarecare să dea la gazetă pentru a stârni dorințe și invidii. În 1843, în „Vestitorul Românesc” a apărut o astfel de relatare:
Balurile masche ce s-au dat de domul Momulo la 28 ghenarie, la întîiu și 4 februarie curgător au fost foarte desfătătoare. O adunare numeroasă și aleasă, niște toalete elegante și cu atît mai plăcute cu cît era mai simple. O mulțime de măști foarte frumoase, arcușul cel plin de măiestrie al domnului Vist, directorul orhestrii, în sfîrșit mulțumirea și bucuria ce se vedea zugrăvită pe chipul tuturor, înfățișa o priveliște încîntătoare.